# 以心電信 (ORANGE RANGEの曲)
「以心電信」（いしんでんしん）は、日本のミクスチャーロックバンド・ORANGE RANGEの楽曲。

## 概要
初出は2004年12月1日発売のアルバム『musiQ』。本人たち出演のau by KDDIのCMソングである。シングルカットされなかったが、このタイアップによりシングル曲以上に知名度のある楽曲であり、着うた・カラオケなどでも人気がある。日本レコード協会では着うたはミリオン、着うたフルはプラチナにそれぞれ認定されている。
2004年の初旬に製作され、同時期に製作された「ロコローション」とどちらをシングルにするか最後まで迷ったという。ライブでもよく演奏され、サビ前を観客全員で歌うのが恒例となっている。
「以心電信」となっているのはメンバー曰く「携帯電話のCMだから」。
2006年に発売されたリミックスアルバム『Squeezed』には石野卓球によるリミックスバージョンが収録されたほか、2016年に発売されたコラボベストアルバム『縁盤』にはMONGOL800とのコラボレーションバージョンが収録されており、両者ともPVが製作された。オリジナル版のPVは存在しない。
2006年に公開された映画『チェケラッチョ!!』の挿入歌として使用された。

## 詳細
- 作詞・作曲：ORANGE RANGE

### メロディー
- 電子音を多数使った曲だが、打ち込みバージョンとバンドバージョンの二つが製作され、特に打ち込みバージョンの製作にはNAOTOがかなり手こずった様である[3]。
- サビ以外のメロディーはMC3人がそれぞれのパートを各自で製作した。3人とも「誰かがラップを作るだろう」と考えて全員が普通のメロディーを作曲したため、当時のORANGE RANGEの曲としては珍しいラップ部分のない曲となった[3]。

### 歌詞
- 離れている恋人同士を歌った詞で、それでも二人はつながっているという詞である。タイアップである携帯を意識した詞が多数見られる。
- 『ミュージックステーション』[いつ?]では「メンバーが恋人に充てた曲」と紹介されたが、真相は不明である。

## 関連情報
- 2009年に台湾の歌手の王心凌が「心電心」という題名でカバーしている。
- 元プロ野球選手の石井琢朗が横浜ベイスターズに所属していたうちの2005年から2007年まで、選手登場曲として使用していた。

### 収録アルバム
- 『musiQ』
- 『Squeezed』（石野卓球によるリミックスバージョン）
- 『RANGE』（リマスタリングバージョン）
- 『縁盤』（MONGOL800とのコラボレーションバージョン）

### タイアップ
- au by KDDI CMソング